# Howard Kendall
Howard Kendall (Ryton, 22 maggio 1946 – Southport, 17 ottobre 2015) è stato un calciatore e allenatore di calcio inglese, di ruolo centrocampista.

## Palmarès

### Giocatore

#### Competizioni nazionali
- Campionato inglese: 1

Everton: 1969-1970
- Community Shield: 1

Everton: 1970

### Allenatore

#### Competizioni nazionali
- Campionato inglese: 2

Everton: 1984-1985, 1986-1987
- Coppa d'Inghilterra: 1

Everton: 1983-1984
- Charity Shield: 3

Everton: 1984, 1985, 1986
- Coppa delle Coppe: 1

Everton: 1984-1985

#### Competizioni internazionali
- Coppa Anglo-Italiana: 1

Notts County: 1994-1995